# GIGO
En informatique, GIGO (garbage in, garbage out) est l'idée selon laquelle des données d'entrée défectueuses ou absurdes produisent des sorties absurdes ou « déchets ». Au Royaume-Uni, le terme parfois utilisé est « rubbish in, rubbish out » (RIRO),.
Le principe s'applique également de manière plus générale à toute analyse et logique, en ce sens que les arguments ne sont pas valables si leurs prémisses sont erronées. 

## Historique
L'expression est populaire dès la naissance de l'informatique, et s'applique encore plus aujourd'hui puisque les ordinateurs récents peuvent produire de plus grandes quantités de données ou d'informations erronées en peu de temps. La première utilisation de ce terme remonte à un article du 10 novembre 1957 de l'agence de presse The Times of Northwest Indiana portant sur les mathématiciens de l'armée américaine et leur travail avec les premiers ordinateurs. William D. Mellin y décrit que les ordinateurs ne peuvent pas penser par eux-mêmes et que des entrées « mal programmées » conduisent inévitablement à des résultats incorrects. Une remarque similaire est notée par un des précurseurs de l'informatique :
« On two occasions I have been asked, “Pray, Mr. Babbage, if you put into the machine wrong figures, will the right answers come out?” ... I am not able rightly to apprehend the kind of confusion of ideas that could provoke such a question. »
— Charles Babbage,  Passages from the Life of a Philosopher

« À deux reprises on m'a demandé, “Dites-nous, Mr. Babbage, si vous mettez dans la machine des chiffres erronés, est-ce que des bonnes réponses en sortiront ?”... Je ne suis pas en mesure d'imaginer correctement le type de confusion d'idées qui pourrait provoquer une telle question. »
— Passages from the Life of a Philosopher

Plus récemment, la Marine Accident Investigation Branch parvient à une conclusion similaire :
« A loading computer is an effective and useful tool for the safe running of a ship. However, its output can only be as accurate as the information entered into it. »
— MAIB,  Dépliant sur la sécurité Hoegh Osaka : Listing, flooding and grounding on 3 January 2015

« Un ordinateur est un outil efficace et utile pour le bon fonctionnement d'un navire. Toutefois, ses résultats ne peuvent être qu'aussi justes que les informations qui y sont entrées. »
— Dépliant sur la sécurité Hoegh Osaka : Listing, flooding and grounding on 3 January 2015
Le terme pourrait être dérivé de Last in, first out (LIFO) ou first in, first out (FIFO).
« Decision-makers increasingly face computer-generated information and analysis that could be collected and analyzed in no other way. Precisely for that reason, going behind that output is out of the question, even if one has good cause to be suspicious. In short, the computer analysis becomes a credible references point although based on poor data. »
— Daniel Brooks, Jerry Marlatt,  Computer Applications in Particular Industries: Securities

« Les décideurs sont de plus en plus confrontés à des informations et des analyses générées par ordinateur qui ne pourraient être ni collectées ni analysées autrement. C'est précisément pour cette raison qu'il est hors de question d'aller au-delà de ces résultats, même si l'on a de bonnes raisons d'être méfiant. En bref, l'analyse informatique devient un point de référence crédible bien qu'elle soit basée sur des données médiocres. »
— Computer Applications in Particular Industries: Securities

## Usage
GIGO est couramment utilisé pour décrire des erreurs dans la prise de décision, dues à des données erronées, incomplètes ou imprécises.
Ce terme peut également être utilisé pour décrire un fichier audio ou vidéo numérique de mauvaise qualité [réf. souhaitée]. Bien que la numérisation puisse être la première étape du nettoyage d'un signal analogique, elle n'améliore pas la qualité du fichier : les défauts originels seront toujours enregistrés, mais pourront être identifiés et éliminés lors d'une étape ultérieure par le traitement numérique du signal.
GIGO était aussi le nom d'un programme passerelle de Usenet vers FidoNet, MAUSnet, entre autres.

### En statistique
Une analyse statistique est toujours possible avec des données incorrectes. Même si elles peuvent empêcher une analyse correcte, les données peuvent toujours être traitées. D'où l'importance de connaître les conditions de récupération de l'échantillon.
Le proverbe « une horloge cassée a raison deux fois par jour » en est un exemple : ce « résultat » peut être défini comme partiellement correct, en notant que certains réglages de l'heure ne sont corrects que deux fois par jour, lorsque l'observation coïncide avec le résultat attendu par accident.